# Hemifridericia parva
Hemifridericia parva är en ringmaskart som beskrevs av Nielsen och Christensen 1959. Hemifridericia parva ingår i släktet Hemifridericia och familjen småringmaskar. Arten är reproducerande i Sverige. Inga underarter finns listade i Catalogue of Life.